# Abira
Abira (安平町, Abira-chō) est un bourg du district de Yūfutsu, dans la sous-préfecture d'Iburi, sur l'île de Hokkaidō, au Japon.

## Géographie

### Situation
Abira est situé dans le sud de Hokkaidō, à 40 km au sud-est de la ville de Sapporo.

### Démographie
Au 31 mars 2015, la population d'Abira s'élevait à 8 544 habitants répartis sur une superficie de 237,16 km2.

## Histoire

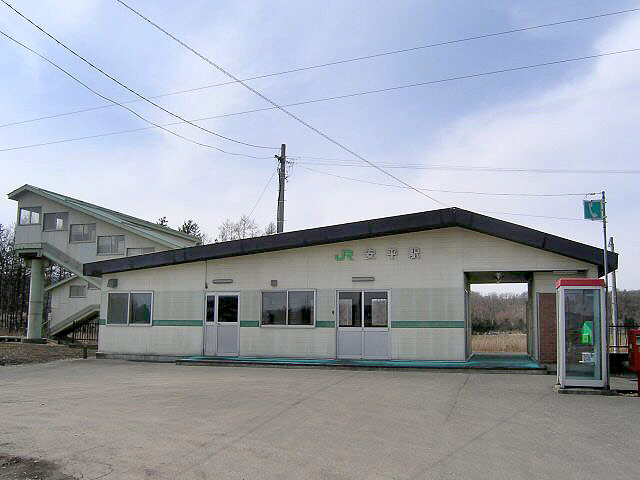
Gare d'Abira.

Le bourg d'Abira a été fondé le 27 mars 2006 par la fusion des anciens bourgs de Hayakita et Oiwake.

## Transports
Abira est desservi par les lignes Muroran et Sekishō de la JR Hokkaido. La gare d'Oiwake est la principale gare du bourg.